# September 2014
Portal Geschichte | Portal Biografien | Aktuelle Ereignisse | Jahreskalender | Tagesartikel

◄ |
20. Jahrhundert |
21. Jahrhundert

◄ |
1980er |
1990er |
2000er |
2010er
| 2020er | 2030er | 2040er

◄ |
2010 |
2011 |
2012 |
2013 |
2014
| 2015 | 2016 | 2017 | 2018 | ►

◄ |
Juni 2014 |
Juli 2014 |
August 2014 |
September 2014 |
Oktober 2014 |
November 2014 |
Dezember 2014 |
►
Dieser Artikel behandelt tagesbezogene Nachrichten und Ereignisse im September 2014.
Es war im weltweiten Durchschnitt der wärmste September seit Beginn der Aufzeichnungen im Jahr 1880.

## Tagesgeschehen

### Montag, 1. September 2014
- Berlin/Deutschland: In einer symbolischen Abstimmung hat der Bundestag dem Vorhaben der Regierung zugestimmt, Waffen an die kurdischen Kämpfer im Nordirak zu liefern.[2]
- Islamabad/Pakistan: Die von Oppositionellen und Geistlichen angeführte Protestbewegung in Pakistan hat den staatlichen Fernsehsender PTV besetzt und den Sendebetrieb unterbrechen können. Die Demonstranten fordern den Rücktritt von Premierminister Nawaz Sharif. Das pakistanische Militär gibt sich zurückhaltend und mahnt zu einer politischen Lösung des Konfliktes.[3]
- Luhansk/Ukraine: Die ukrainische Armee hat sich im Konflikt mit prorussischen Separatisten nach schweren und verlustreichen Kämpfen vom Flughafen Luhansk zurückgezogen. Die Russische Föderation bestreitet eine Intervention.[4] In ihrer militärischen Analyse geht die NATO von einer ukrainischen Niederlage in diesem Konflikt aus.[5]
- Tripolis/Libyen: Die gewählte Übergangsregierung von Libyen verliert die Kontrolle über Tripolis an Milizen. Übergangspremier Abdullah Thenni möchte in Tobruk ein verkleinertes Krisenkabinett bilden.[6]
- Wien/Österreich: Bei einer Kabinettsumbildung wird Reinhold Mitterlehner als neuer österreichischer Vizekanzler angelobt. Ebenfalls neu im Kabinett sind Gesundheitsministerin Sabine Oberhauser und Finanzminister Hans Jörg Schelling. Alois Stöger tauscht das Gesundheits- mit dem Verkehrsministerium. Gründe für den Regierungsumbau sind der Rücktritt des bisherigen Vizekanzlers, Außen- und Finanzministers Michael Spindelegger und der Wechsel der bisherigen Verkehrsministerin Doris Bures an die Spitze des Nationalrates.[7]

### Dienstag, 2. September 2014
- Conakry/Guinea: Nach Panikkäufen und Preissteigerungen in Guinea, Liberia und Sierra Leone befürchtet die UNO eine Nahrungsmittelkrise durch Ebola. Durch Engpässe an Erntehelfern wegen Reisebeschränkungen infolge von Quarantäne-Maßnahmen drohen Einbußen insbesondere bei der Mais- und Reisernte. Das Aussetzen von Flugverbindungen erschwert den Austausch von medizinischem Personal und die Lieferung von Hilfsgütern. 1552 Infizierte in Westafrika haben das Ebolavirus nicht überlebt.[8]
- Iqaluit/Kanada: In Iqaluit, der Hauptstadt des kanadischen Territoriums Nunavut, findet die Gründungsversammlung des Arctic Economic Councils statt. Damit soll die wirtschaftliche Entwicklung in der Arktis vorangetrieben werden. Kritiker äußern die Sorge, dass die klimatisch sensible Region wirtschaftlich zu schnell erschlossen werde.[9]
- Jakutsk/Russland: Russland beginnt in der Teilrepublik Sacha mit dem Bau einer Gaspipeline nach China. Neben Gaslieferungen in das Nachbarland soll auch der Ferne Osten künftig besser mit Energie versorgt werden.[10]
- Sanaa/Jemen: Nach Protesten und Belagerungen der Hauptstadt durch schiitische Huthi-Rebellen hat der jemenitische Präsident Hadi das Kabinett entlassen und Sparmaßnahmen rückgängig gemacht. Er strebt nun eine Regierung der nationalen Einheit an, während die Huthi-Rebellen für mehr Unabhängigkeit vom sunnitisch geprägten Jemen kämpfen.[11]
- Vojany/Slowakei: In der Slowakei ist eine neue Gaspipeline zwischen den Städten Vojany und Uschhorod in der Ukraine eröffnet worden. Damit kann die Ukraine über 20 % ihres Jahresbedarfes an Erdgas aus der Europäischen Union beziehen. Ursprünglich sollte eine bestehende Gaspipeline ausgebaut und ein slowakisches Wärmekraftwerk mit russischem Gas beliefert werden.[12]

### Mittwoch, 3. September 2014
- Paris/Frankreich: Die französische Regierung stoppt vorerst den Verkauf von zwei Kriegsschiffen an die russische Regierung.[13]
- Tallinn/Estland: Der US-amerikanische Präsident Barack Obama sichert in einer Rede den drei baltischen Staaten Estland, Lettland und Litauen ewigen militärischen Beistand zu.[14]

### Donnerstag, 4. September 2014
- Frankfurt am Main/Deutschland: Unter dem Druck ihres Präsidenten Mario Draghi entscheidet die Europäische Zentralbank, künftig Unternehmenskredite von Privatbanken und Kreditinstituten aufzukaufen, für die die Steuerzahler in der EU anteilig haften. Zugleich wird der Leitzins auf 0,05 Prozent gesenkt.[15][16]
- Newport/Vereinigtes Königreich: Beim NATO-Gipfeltreffen wird beschlossen, keine militärische Intervention in der Ukraine durch die NATO umzusetzen. Darüber hinaus wird eine Mitgliedschaft der Ukraine in der NATO abgelehnt. Dagegen will die NATO Hilfe bei der Modernisierung des ukrainischen Militärs leisten und einige NATO-Mitgliedsstaaten werden Waffen an die Ukraine liefern.[17][18]

### Freitag, 5. September 2014
- Minsk/Belarus: In der belarussischen Hauptstadt vereinbaren Vertreter der ukrainischen und russischen Regierung, der prorussischen Separatisten der Ostukraine sowie der OSZE eine Waffenruhe im Donezbecken.[19]
- Wien/Österreich: Der Generalmusikdirektor der Wiener Staatsoper, Franz Welser-Möst, erklärt mit sofortiger Wirkung seinen Rücktritt aufgrund der „seit längerer Zeit bestehenden Auffassungsunterschiede in künstlerischen Belangen“ mit dem Direktor des Hauses, Dominique Meyer, die auch in mehreren Gesprächen nicht aufzulösen gewesen sind.[20] Welser-Möst legt auch sämtliche Dirigate der eben begonnenen Spielzeit, insgesamt 34, zurück.
- Zenica/Bosnien und Herzegowina: Eine durch ein Erdbeben verursachte Gasexplosion in einem Kohlebergwerk blockiert Stollen und schließt 34 Bergleute in 600 Metern Tiefe ein.[21] 29 eingeschlossene Kumpel sind anschließend gerettet worden.[22]

### Samstag, 6. September 2014
- Chongqing/China: Nach einwöchigem Dauerregen mit Überschwemmungen und Erdrutschen sind in den chinesischen Provinzen Sichuan und Guizhou sowie in Chongqing 44 Opfer zu beklagen. Viele Gebäude sind schwer beschädigt, auch die Landwirtschaft ist schwer beeinträchtigt. Es wird befürchtet, dass 120.000 Menschen ihr Obdach verloren haben.[23]
- Freetown/Sierra Leone: Die Regierung verhängt eine mehrtägige Ausgangssperre, um die immer heftiger wütende Ebola-Infektion in den Griff zu bekommen. Zur Durchsetzung dieser Ausgangssperre werden 21.000 Personen eingestellt. In den drei Ländern Sierra Leone, Liberia und Guinea sind bereits 2097 Erkrankte bei 3700 Infizierten (Ende August) gestorben. Die Ebola-Epidemie hat auch wirtschaftliche Auswirkungen: Die betroffenen Staaten werden mehr und mehr isoliert, der Personenverkehr ist eingeschränkt und der Tourismus kommt zum Erliegen.[24]
- Srinagar/Indien: Bei heftigen Monsun-Niederschlägen sind in den Regionen Kaschmir und Punjab in Indien und Pakistan über 200 Menschen infolge Überschwemmungen und Erdrutsche umgekommen.[25]
- Venedig/Italien: Bei den 71. Internationalen Filmfestspielen von Venedig erhält der Spielfilm A Pigeon Sat on a Branch Reflecting on Existence des schwedischen Regisseurs Roy Andersson die Auszeichnung des Goldenen Löwen.[26]

### Sonntag, 7. September 2014
- Haditha/Irak: Auf Bitten der irakischen Regierung fliegen die Vereinigten Staaten Angriffe gegen das Terrorregime des Islamischen Staates im Westen des Irakes, um die Haditha-Talsperre am Euphrat zu schützen. Dabei sollen 60 Kämpfer des Islamischen Staates umgekommen sein.[27]

### Montag, 8. September 2014
- Bagdad/Irak: Im Irak ist die neue Regierung unter Ministerpräsident Haider al-Abadi vereidigt worden. Als wichtigste Aufgabe gilt der Kampf gegen die Terrormilizen des Islamischen Staates im Norden und Westen des Landes.[28]
- Brüssel/Belgien: Die Europäische Union beschließt weitere Wirtschaftssanktionen gegen Russland. Betroffen von den Sanktionen sind neben dem Zugang zu den EU-Finanzmärkten für russische Finanzinstitute und Banken (gilt für alle Banken mit einem staatlichen Anteil von mindestens 50 Prozent) insbesondere staatlich gelenkte Erdölunternehmen wie Rosneft, Transneft und Gazprom Neft. Die EU untersagt des Weiteren die Ausfuhr für Spezialtechnik zur Ölförderung und verbietet Rüstungslieferungen.[29]
- Kabul/Afghanistan: Zwei Tage vor Bekanntgabe des Ergebnisses der Stichwahl um das Amt des Präsidenten vom 14. Juni scheitert trotz internationaler Vermittlung der Versuch der Bildung einer Regierung der nationalen Einheit der beiden Spitzenkandidaten. Abdullah Abdullah, der die erste Runde gewinnen konnte, erklärt, das Wahlergebnis nicht anzuerkennen und ruft zu Protesten gegen das Wahlergebnis auf. Nach einem vorläufigen Ergebnis der Stichwahl hat Gegenkandidat Aschraf Ghani Ahmadsai einen Vorsprung von rund einer Million Stimmen.[30]
- Phoenix/Vereinigte Staaten: Regenmengen von 80 Litern pro Quadratmetern führen zu schweren Überschwemmungen in der Wüstenstadt Phoenix. Gouverneurin Janice Brewer ruft für den gesamten Bundesstaat Arizona den Notstand aus.[31] Reste des Hurrikanes Norbert sind über die Region hinweggezogen. Neben vielen Sachschäden ist eine Person getötet worden.[32]

### Dienstag, 9. September 2014
- Berlin/Deutschland: Erstmals seit 1969 legt die deutsche Bundesregierung einen Gesetzentwurf ohne Neuverschuldung vor. Der Bund hat weiterhin Altschulden in Höhe von rund 1,3 Billionen Euro.[33]
- Bremen/Deutschland: In Ritterhude bei Bremen explodiert ein Entsorgungsunternehmen.[34] Es gibt mehrere Verletzte und erhebliche Sachschäden, mehrere Wohnhäuser in der Umgebung sind einsturzgefährdet.[35]
- Cupertino/Vereinigte Staaten: Tim Cook stellt die Apple Watch vor.
- London/Vereinigtes Königreich: In den Medien wird berichtet, dass der Londoner Serienmörder Jack the Ripper 126 Jahre nach seiner Tat anhand eines zurück gelassenen Schals als Aaron Kosminski identifiziert worden sein soll.[36]
- Sanaa/Jemen: In der jeminitischen Hauptstadt eskalieren Demonstrationen der Huthi-Rebellen. Bei einem Sturm von Bewaffneten auf Regierungsgebäude sollen Soldaten mit scharfer Munition geschossen haben. Dabei sind mindestens sieben Personen getötet worden.[37]

### Mittwoch, 10. September 2014
- Ankara/Türkei: Ein neues Gesetz erlaubt der türkischen Regierung, künftig die Sperrung von Webseiten ohne richterliche Genehmigung zuzulassen. Damit werden die Überwachung und die Zensur im Internet ausgebaut.[38]
- Maranello/Italien: Luca di Montezemolo kündigt an, sein Amt als Präsident von Ferrari im Oktober niederzulegen und an den Fiat-Chef Sergio Marchionne abzugeben.[39]

### Donnerstag, 11. September 2014
- Barcelona/Spanien: In Katalonien demonstrieren am 300. regionalen Nationalfeiertag Hunderttausende für die Unabhängigkeit von Spanien. Am 9. November soll ein Referendum darüber stattfinden, das von der spanischen Regierung als illegal eingestuft und zurückgewiesen wird.[40]
- Ottawa/Kanada: Kanadas Premierminister Stephen Harper gibt das Auffinden eines der Schiffe der Mitte des 19. Jahrhunderts verhängnisvoll endenden Franklin-Expedition bekannt.[41]
- Washington, D.C./Vereinigte Staaten: US-Präsident Barack Obama kündigt weitere Sanktionen gegen die Russische Föderation an, die zeitgleich mit denen der EU in Kraft treten sollen. Sie betreffen den Finanz-, Energie- und Rüstungssektor, während die EU-Sanktionen vorrangig gegen Ölkonzerne gerichtet sind. Hintergrund ist die von Russland betriebene Destabilisierung der Ukraine und die Präsenz schwer bewaffneter russischer Truppen im Ostteil dieses Landes.[42]

### Freitag, 12. September 2014
- Berlin/Deutschland: Der deutsche Innenminister Thomas de Maizière verbietet mit sofortiger Wirkung alle Aktivitäten der Organisation Islamischer Staat in Deutschland.[43]
- Duschanbe/Tadschikistan: In der tadschikischen Hauptstadt beginnt der 14. Gipfel der Shanghaier Organisation für Zusammenarbeit (SCO). Neben dem Gastgeber sind Delegationen aus Russland, China, Turkmenistan, Kasachstan, Usbekistan, Kirgisistan, Iran, Afghanistan und Indien vertreten. Hauptthemen des Gipfels sind die Wirtschaft, die Handelszusammenarbeit sowie der Kampf gegen den Terror. Es wird zudem erwartet, dass die Beobachterstaaten Indien, Iran und Pakistan zu Mitgliedern erhoben werden.[44]
- Pretoria/Südafrika: Der südafrikanische Sportler Oscar Pistorius wird im Prozess um den Tod des Model und seiner Freundin Reeva Steenkamp wegen fahrlässiger Tötung schuldig gesprochen.[45]

### Samstag, 13. September 2014
- Kiew/Ukraine: Der scheidende Präsident der Europäischen Kommission, Barroso, stellt der Ukraine wenige Tage vor der Ratifizierung des Assoziierungsabkommen mit der EU eine Mitgliedschaft in dieser in Aussicht.[46]

### Sonntag, 14. September 2014
- Berlin/Deutschland: Bei einer Großkundgebung, die der Zentralrat der Juden in Deutschland organisiert hatte, setzten etwa 8.000 Menschen am Sonntag am Brandenburger Tor ein deutliches Zeichen gegen den jüngst aufflammenden Antisemitismus. Als Redner traten der Vorsitzende des Zentralrats der Juden in Deutschland, Dieter Graumann, der Regierende Bürgermeister von Berlin, Klaus Wowereit, der Ratsvorsitzende der Evangelischen Kirche in Deutschland, Nikolaus Schneider, der Vorsitzende der Deutschen Bischofskonferenz, Kardinal Reinhard Marx, die Bundeskanzlerin Angela Merkel und der Präsident des Jüdischen Weltkongresses, Ronald S. Lauder, auf.[47]
- Erfurt/Deutschland: Bei der Landtagswahl in Thüringen wird die CDU mit über 33 % stärkste Kraft. Die SPD verliert stark, kann sich aber aussuchen, ob sie als Juniorpartner die bisherige Regierung mit der Ministerpräsidentin Christine Lieberknecht fortsetzt oder zusammen mit den Grünen Bodo Ramelow von den Linken als neuen Landeschef wählt. Beide Konstellationen verfügen über eine knappe Mehrheit von je einem Sitz. Während die FDP den Wiedereinzug in den Landtag verpasst, schafft die AfD aus dem Stand über 10 %. Die Wahlbeteiligung beträgt knapp 53 %.[48]
- Madrid/Spanien: Das Finale der Basketball-Weltmeisterschaft 2014 gewinnt die Basketballnationalmannschaft der Vereinigten Staaten.[49]
- Moskau/Russland: Kommunalwahl in Russland 2014 mit Gouverneurswahlen in den Republiken Altai, Kabardino-Balkarien, Komi, Krim, Udmurtien, in den Regionen Altai, Stawropol in den Oblasten Iwanowo, Kirow, Kurgan, Nowosibirsk, Orjol, Pskow, Tscheljabinsk, Wolgograd, Woronesch und im Autonomen Kreis der Nenzen. Ebenfalls finden Parlamentswahlen in den Förderungssubjekten der Republik Altai, im Autonomen Kreis der Nenzen und in der Stadt Moskau statt.
- Potsdam/Deutschland: Die SPD erreicht bei der Landtagswahl in Brandenburg knapp 32 % der Stimmen. Ministerpräsident Dietmar Woidke kann sich aussuchen, ob er mit den Linken, die starke Verluste erleiden, seine Koalition fortsetzt, oder künftig ein Regierungsbündnis mit der CDU eingeht, die sich auf 23 % verbessert. Die AfD zieht mit über 12 % erstmals in das Landesparlament ein. Auch die Grünen überspringen die 5-%-Hürde. Durch das Direktmandat von Christoph Schulze im Wahlkreis Teltow-Fläming III zieht auch dank der Grundmandatsklausel die BVB/FW mit drei Mandaten in den Landtag ein. Die FDP wird mit 1,5 % nur noch neuntstärkste Kraft und gehört dem Landesparlament künftig nicht mehr an. Die Wahlbeteiligung liegt bei knapp 50 %.[50][51]
- Stockholm/Schweden: Bei den Wahlen zum Schwedischen Reichstag 2014 erleidet das bürgerliche Lager um Regierungschef Fredrik Reinfeldt hohe Verluste. Die Sozialdemokraten von Herausforderer Stefan Löfven gewinnen knapp hinzu und sind am Zug für die Regierungsbildung. Wahlgewinner ist die rechtspopulistische Partei der Schwedendemokraten.[52]

### Montag, 15. September 2014
- Schwäbisch Gmünd/Deutschland: Die Robert Bosch GmbH übernimmt die ZF Lenksysteme GmbH zu 100 %.[53]
- Warschau/Polen: Polens Staatspräsident Bronisław Komorowski ernennt die bisherige Parlamentspräsidentin Ewa Kopacz zur neuen Ministerpräsidentin des Landes. Sie folgt Donald Tusk nach, der neuer EU-Ratspräsident wird.[54]

### Dienstag, 16. September 2014
- Juba/Südsudan: Die südsudanesische Regierung erlässt ein Arbeitsverbot für alle Ausländer. Dies betrifft neben der Finanz- und Ölbranche den Telekommunikations- und Tourismussektor sowie insbesondere Mitarbeiter von Hilfsorganisationen. Schon seit einigen Wochen dürfen Hilfsorganisationen dort nicht mehr vor einer drohenden Hungersnot infolge des Bürgerkriegs warnen.[55]
- Straßburg/Frankreich: Das Europäische Parlament und das ukrainische Parlament verabschieden zeitgleich das Assoziierungsabkommen zwischen der Europäischen Union und der Ukraine. Der wirtschaftliche Teil des Abkommens soll allerdings erst später in Kraft treten.[56]
- Washington, D.C./Vereinigte Staaten: Die NASA erteilt den Auftrag an die US-amerikanischen Unternehmen Boeing und SpaceX, bis 2017 eine Raumfähre für die bemannte Raumfahrt zu bauen. Die NASA will hiermit die gegenwärtige Abhängigkeit von der russischen Raumfahrt beenden.[57]
- Washington, D.C./Vereinigte Staaten: Die US-amerikanische Regierung kündigt an, im Kampf gegen die Ebola-Epidemie 3000 Soldaten nach Westafrika zu entsenden, die dort 17 Behandlungszentren aufbauen und Tausende lokaler Helfer im Umgang mit der Seuche schulen sollen. Ein militärischer Stab zur Maßnahmenkoordination soll in der liberianischen Hauptstadt Monrovia errichtet werden, wo die Ebolaseuche besonders schlimm wütet. Bei über 5000 offiziell registrierten Fällen in Westafrika sind über 2400 Infizierte umgekommen.[58]

### Mittwoch, 17. September 2014
- Suva/Fidschi: Die Parlamentswahl in Fidschi 2014 gewinnt die Partei FijiFirst von Frank Bainimarama.[59]

### Donnerstag, 18. September 2014

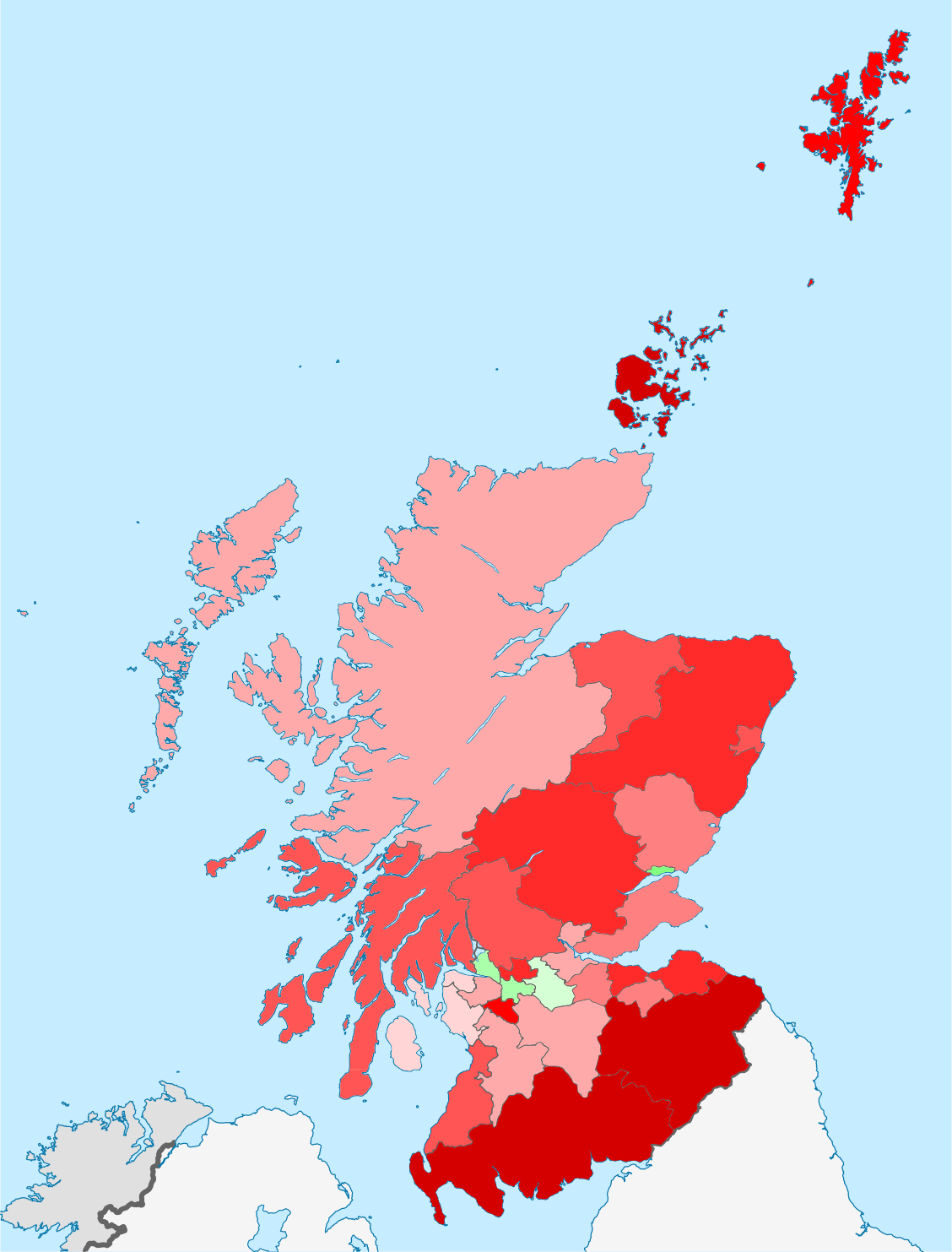
Ergebnis des Referendums nach Council Areas

- Edinburgh/Vereinigtes Königreich: Die Bevölkerung Schottlands hat sich in einem Referendum über die Unabhängigkeit Schottlands gegen die Unabhängigkeit des Landesteils und für den Verbleib im Vereinigten Königreich entschieden.[60]
- Rostock/Deutschland: Bundespräsident Joachim Gauck lädt zum Empfang der Staatschefs deutschsprachiger Länder, um die demografischen Herausforderungen Europas zu diskutieren und 25 Jahre der friedlichen Revolution in Deutschland zu feiern.[61]

### Freitag, 19. September 2014
- Edinburgh/Vereinigtes Königreich: Ministerpräsident Alex Salmond tritt nach dem gescheiterten Unabhängigkeit Schottlands von seinem Amt zurück.[62]
- New York/Vereinigte Staaten: Das chinesische IT-Unternehmen Alibaba schreibt mit seinem Börsengang Geschichte an der Börse in New York City.[63]

### Samstag, 20. September 2014
- Göttingen/Deutschland: Die Band Revolverheld gewinnt den 10. Bundesvision Song Contest mit ihrem Lied „Lass uns gehen“.
- Wellington/Neuseeland: Bei den Wahlen zum Repräsentantenhaus in Neuseeland gewinnt die New Zealand National Party von John Key eine Mehrheit im Parlament.[64]

### Sonntag, 21. September 2014
- Bregenz/Österreich: Landtagswahl in Vorarlberg
- Katowice/Polen: Polen setzt sich im Finale der Volleyball-Weltmeisterschaft der Männer 2014 gegen Brasilien mit 3:1 durch und sichert sich somit den WM-Titel im eigenen Land.

### Montag, 22. September 2014

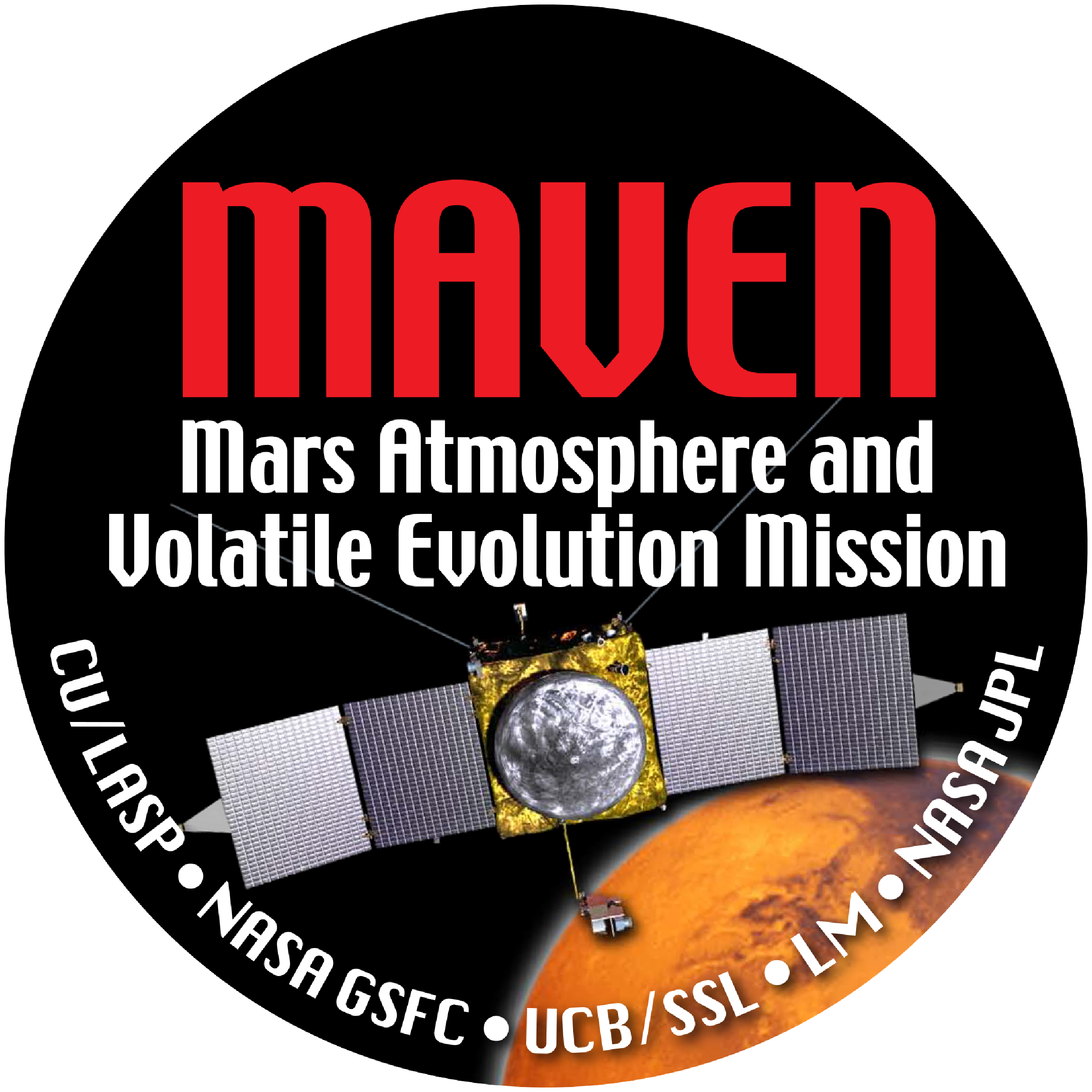
Logo der Maven-Mission

- Sonnensystem: Die NASA-Raumsonde MAVEN erreicht den Mars-Orbit.[65]
- Brownsville/Vereinigte Staaten: Mit dem ersten Spatenstich beginnen die Bauarbeiten für den neuen Weltraumbahnhof SpaceX South Texas Launch Site.

### Dienstag, 23. September 2014
- New York/Vereinigte Staaten: UN-Generalsekretär Ban Ki-moon lädt Zivilgesellschaft und Politik zum Klimagipfel der Vereinten Nationen ein.

### Mittwoch, 24. September 2014
- Erfurt/Deutschland: Kirchliche Arbeitgeber dürfen nach einem Urteil des Bundesarbeitsgerichts ihren Mitarbeitern verbieten, während der Arbeitszeit ein Kopftuch zu tragen.[66]
- New York/Vereinigte Staaten: Eröffnung der Generaldebatte der Generalversammlung der Vereinten Nationen (69. Sitzungsperiode 16. bis 30. September 2014)[67]
- New York/Vereinigte Staaten: Der Sicherheitsrat der Vereinten Nationen stimmt einstimmig für den weltweiten Kampf gegen die islamistische Terrororganisation ISIS. Die Mitglieder der UNO werden zu schärferen Grenzkontrollen und Überprüfungen verpflichtet.[68]
- Sonnensystem: Die indische Raumsonde Mars Orbiter Mission erreicht den Mars-Orbit.[69]
- Stockholm/Schweden: Der „Alternative Nobelpreis“ (offiziell: The Right Livelihood Award) wird dieses Jahr u. a. an den Whistleblower Edward Snowden für seinen Widerstand gegen die von staatlichen Behörden ausgehende „Beeinträchtigung der Demokratie“ verliehen werden.[70]

### Samstag, 27. September 2014

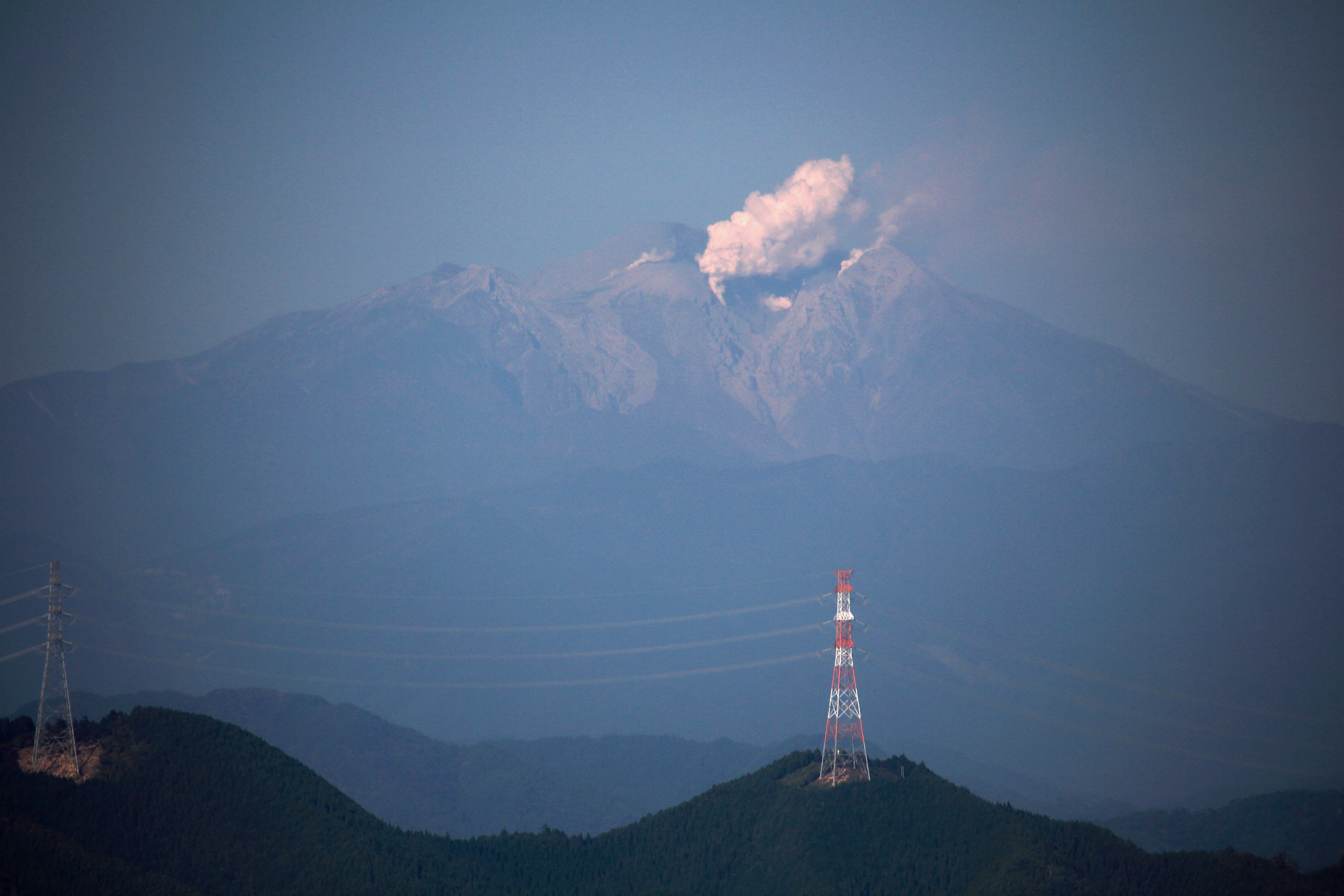
Ontake-Ausbruch

- Barcelona/Spanien: Der katalanische Ministerpräsident Artur Mas hat per Dekret ein Referendum über die Unabhängigkeit Kataloniens angesetzt, das in dieser spanischen Region am 9. November 2014 stattfinden soll. Bereits zuvor hatte die spanische Regierung angekündigt, dass sie das Dekret unverzüglich beim Verfassungsgericht anfechten wird.
- Nagano/Japan: Beim plötzlichen Ausbruch des Vulkans Ontake kommen mindestens 31 Bergwanderer in einer Aschewolke ums Leben.[71]

### Sonntag, 28. September 2014

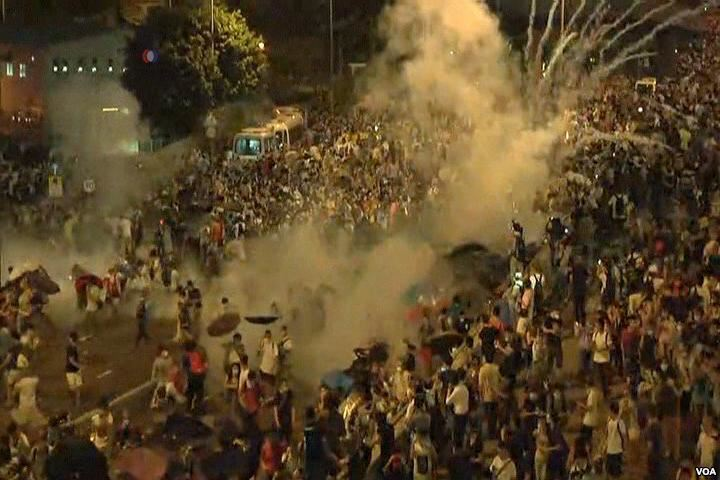
Demonstration in Hongkong

- Berlin/Deutschland: Der Kenianer Dennis Kimetto stellt einen neuen Weltrekord im Marathon auf. Beim Berlin-Marathon absolviert er die 42,195 km in 2 Stunden 2 Minuten 57 Sekunden und unterbietet Wilson Kipsangs Bestmarke aus dem Vorjahr um 26 Sekunden.[72]
- Hongkong/China: Bei Protesten der Demokratie- und Occupy-Bewegung werden 38 Menschen verletzt und 78 festgenommen.
- Zürich/Schweiz: Mit 61,8 Prozent der abgegebenen Stimmen haben sich die Schweizer bei einer Volksabstimmung gegen eine Abschaffung der privaten Versicherungsunternehmen und gegen die Einführung einer öffentlichen Einheitskrankenkasse ausgesprochen.

### Dienstag, 30. September 2014

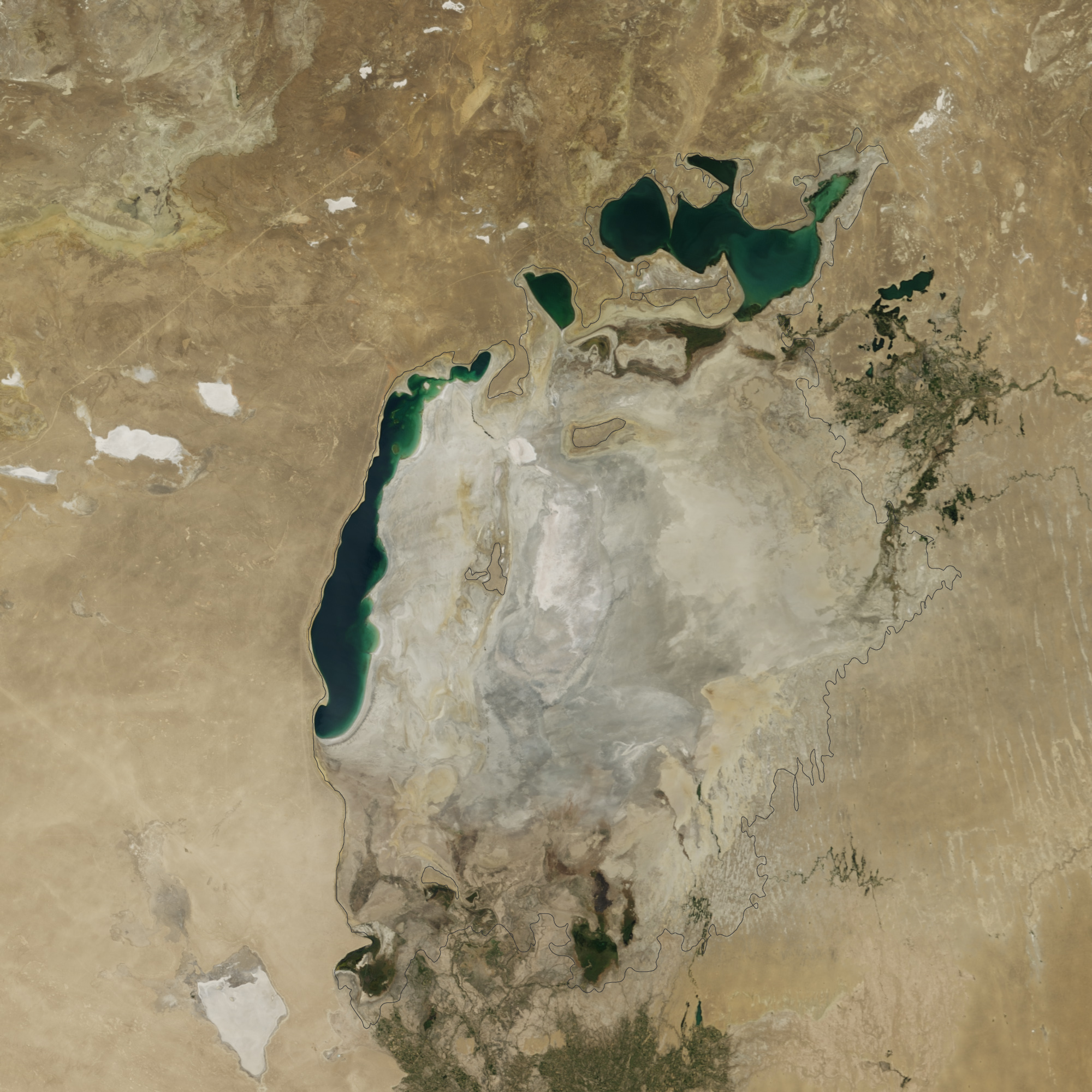
Aralsee

- Astana/Kasachstan: Satelliten-Fotos der NASA belegen, dass der Aralsee, der einst viertgrößte See der Welt, fast vollständig ausgetrocknet ist.

## Weblinks

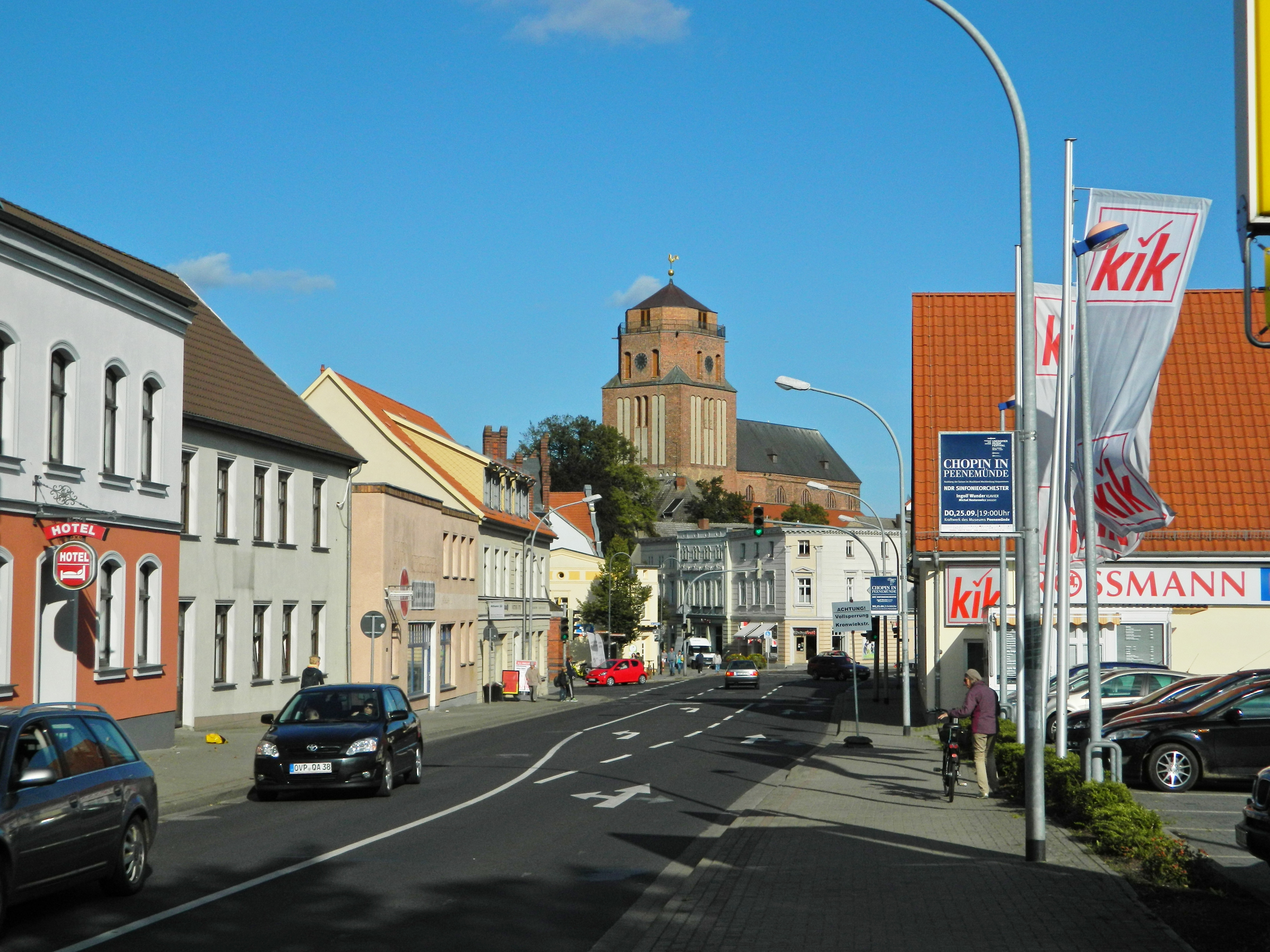
Mecklenburg-Vorpommern im September 2014